# سانتياغو كيلي
سانتياغو كيلي (1 يناير 1901 الأرجنتين الأرجنتين - ) هو لاعب كرة قدم أرجنتيني يلعب كمدافع.